# Джон Кук
Джон Генрі Кук (англ. John Henry Kuck; нар. 27 квітня 1905 — пом. 21 вересня 1986) — американський легкоатлет, який спеціалізувався в штовханні ядра та метанні списа.

## Із життєпису
Олімпійський чемпіон зі штовхання ядра (1928).
Призові місця на чемпіонатах США:
- : штовхання ядра (1927), метання списа (1926);
- : метання списа (1925), штовхання ядра (1926);
- : штовхання ядра (1925, 1928).

Ексрекордсмен світу зі штовхання ядра (15,87; 1928).
Ексрекордсмен США з метання списа.